# Comes
Вижте пояснителната страница за други значения на Comes.
Comes (мн. ч.: comites) e титла в Древен Рим. На латински означава „придружител“, от cum „с“ и ire „ходя“ или компания.
От ранния Принципат най-близките приятели на императора са наричани comes (comites principis). Император Адриан назначава за comites и сенатори, които го съветват и по-късно получават важни позиции в правните и финансови институции и войската.
През 3 и 4 век това е висока офицерска титла (командир на comitatenses). Те са над duces и са подчинени на magister militumа.
Примери за римски comites са:
- Comes domesticorum за комендант на императорската гарда
  - Comes domesticorum equitum
  - Comes domesticorum peditum
- Comes rerum privatarum за управител на императорското частнo състояние
  - Comes privatae largitionis
- Comes sacrarum largitionum за управление на императорските финанси
  - Comes auri, трезор
  - Comes sacrae vestis, за гвардейските дрехи на императора
  - Comes archiatorum, за медицината
  - Comites largitionum за Италия, Африка и Илирия
- Comes commerciorum на Илирия

Военни:
- Comes Italiae
- Comes Africae, на римска Африка
- Comes Argentoratensis, на Галия
- Comes Avernorum, на Галия
- Comes Britanniarum, на римска Британия до ок. 410 г.
- Comes Littoris Saxonici per Britanniam
- Comes Hispaniarum
- Comes Orientis, става една от титлите на офицерите vicarii

В Източен Рим титлата изчезва през 7 век.
След това от тази титла се развива титлата граф и графство (Comte, Comté; Count, County; Conde, Condado; Conte).